# Panzerzug Wilna Ukrajina
Der Panzerzug Wilna Ukrajina (ukrainisch: бронепоїзд Вільна Україна / Bronepojisd Wilna Ukrajina, deutsch: Freie Ukraine) war ein Panzerzug der Ukrainische Galizischen Armee aus der Zeit des Russischen Bürgerkrieges.

## Geschichte
Zwischen dem 18. Februar und dem 15. März 1919 wurde in den Kiewer Maschinenbauwerken ein neuer Panzerzug gebaut. Dieser erhielt den vollständigen Namen Kommunist der Region Korosten (russisch Коммунист коростеньского района Kommunist korostenskogo rajona). Mehrere Monate später gelang es der Ukrainischen Armee diesen Panzerzug zu erbeuten. Sie setzte ihn mit dem Namen Panzerzug Wilna Ukrajina gegen die Rote Armee ein.

## Technische Daten

### Lokomotive

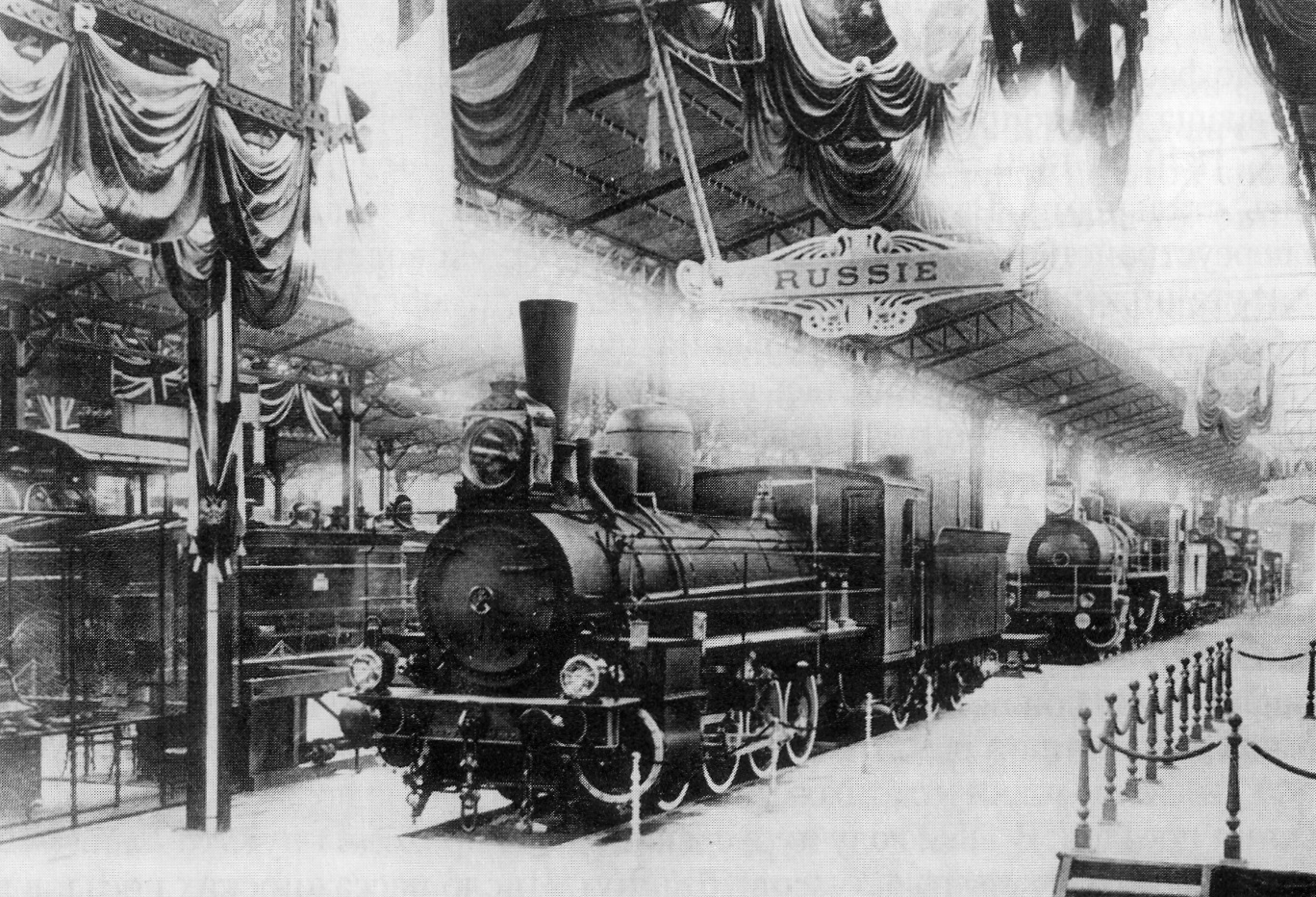
Ungepanzerte russische
Baureihe O

Die Dampflokomotive des Panzerzuges war eine vollständig gepanzerte Lokomotive der russischen Baureihe О.

### Artilleriewagen

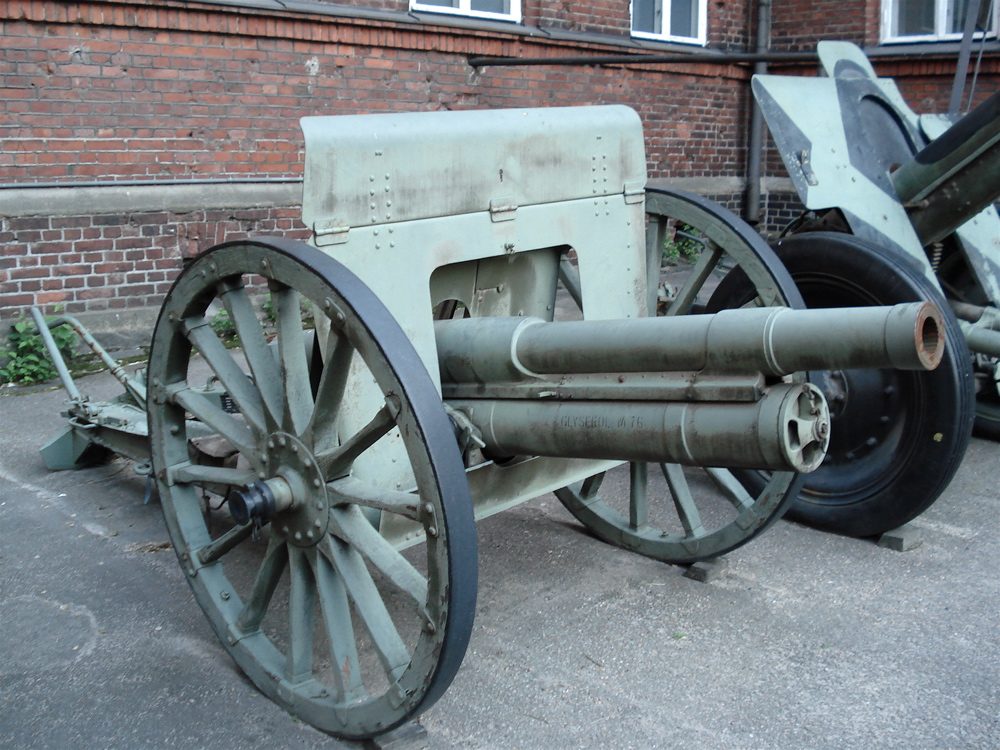
7,62-cm-Feldkanone M1902

Der Panzerzug Wilna Ukrajina verfügte über zwei Artilleriewagen. Beide waren gleicher Bauart und verfügten über je zwei Geschütztürme mit je einer 7,62-cm-Feldkanone M1902. Die Kanonen waren an den Stirnseiten der Wagen angebracht. Zur Nahverteidigung befanden sich auf beiden Seiten des Wagens je zwei 7,62-mm-Maschinengewehre PM 1910. Zusätzlich verfügten die Wagen über je vier Maschinengewehrtürme auf den Dächern.

## Einsatz

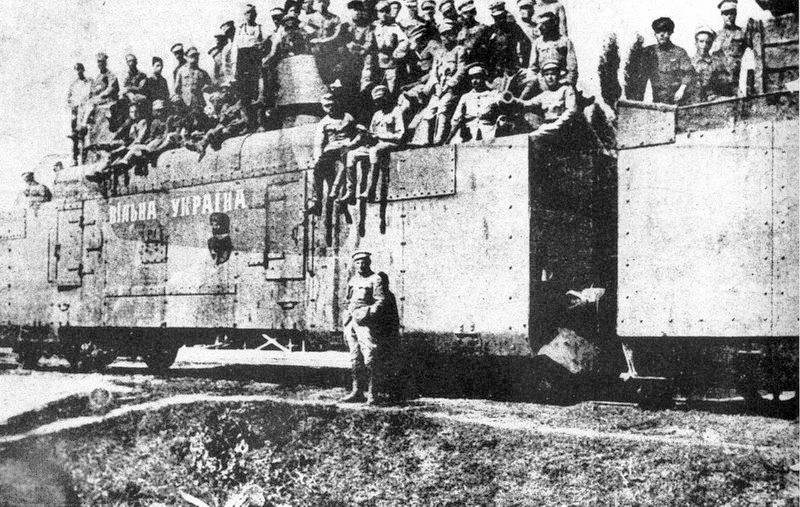
Der Panzerzug Wilna Ukrajina mit einem Teil der Besatzung.

Im August 1919 wurde der Panzerzug Wilna Ukrajina in Starokostjantyniw erbeutet und dem II. Korps der Ukrainischen Galizischen Armee unterstellt. Die ersten Einsätze unter ukrainischer Führung hatte der Panzerzug bei der Verteidigung von Kiew. Am 20. September wurden im Bereich des Bahnhofes von Satyschschja 370 Kavalleristen mit vier Artilleriekanonen angegriffen und zur Kapitulation gezwungen. Bereits am nächsten Tag begann ein Angriff auf den Bahnhof von Perechrestowe. In diesem Gefecht wurde der Panzerzug durch feindliche Artillerie beschädigt und musste sich zurückziehen. Dies hatte zur Folge, dass sich die restlichen Truppen der Ukrainischen Armee ebenfalls zurückzogen.
Kurze Zeit später begann der Krieg zwischen der Ukrainischen und Weißen Armee. Am 28. September geriet der Panzerzug in ein weiteres Gefecht, als sich die 11. Division in das Gebiet des Dorfes Labuschne zurückzog. Dabei brach die Kommunikation zwischen den einzelnen Truppenteilen ab. Durch diese Niederlagen und Rückzüge gab die Führung der Ukrainischen Armee weitere Angriffe in diesem Frontabschnitt auf und ging in die Verteidigung über.
Am. 1. Oktober 1919 kam es zu einer Schlacht zwischen dem 11. Infanterieregiment der Ukrainische Volksrepublik und Truppen der Roten Armee in der Nähe des Dorfes Labuschne. Hier griffen 1000 Kavalleristen 500 in Stellung liegende Infanteristen an. Im allgemeinen Chaos dieser Schlacht, feuerte der Panzerzug Wilna Ukrajina auf alle sichtbaren Kräfte, Freund wie Feind, was zu hohen Verlusten auf beiden Seiten führte. In der Nacht vom 2. auf den 3. Oktober deckte der Panzerzug den Rückzug der eigenen Truppen. Dabei wurde er durch feindliches Artilleriefeuer außer Gefecht gesetzt.
Am 5. Oktober kam es zum nächsten Gefecht mit dem Panzerzug Korschun der Weißen Armee. Der Panzerzug Wilna Ukrajina musste sich nach dem Gefecht zum Bahnhof in Borschtschi zurückziehen.
Die Dienstzeit des Panzerzug Wilna Ukrajina in der Ukrainischen Armee endete am 17. November 1919, als der Panzerzug von Truppen der Streitkräfte Südrusslands der Weißen Armee erbeutet wurde. In der Weißen Armee wurde er weiter genutzt und lief unter dem Namen Panzerzug Grosa.

## Zusammensetzung
- Artilleriewagen
- Panzerzuglokomotive
- Artilleriewagen